# Sami Trabelsi
Sami Trabelsi (arabiska: سامي طرابلسي), född 4 februari 1968 i Sfax, är en tunisisk fotbollsspelare, mittback. Han är numera tränare för Al-Sailiya SC i Qatar.
Han började sin karriär i Sfax Railways Sports och gjorde sin proffsdebut säsongen 86/87. År 1993 bytte han klubb till Club Sportif Sfaxien.
Den 4 september 1994 debuterade han för det tunisiska landslaget. Han deltog i fotbolls-VM 1998 i Frankrike.